# Юлий Плацидиан
Юлий Плацидиан (на латински: Iulius Placidianus) е политик, сенатор и генерал на Римската империя през 3 век.

## Биография
През 268/269 г. служи в Нарбонска Галия. През 269 г. става преториански префект по времето на император Клавдий II Готски или по времето на император Аврелиан. През 273 г. става консул заедно с Авъл Цецина Тацит, вероятно не с бъдещия император Марк Клавдий Тацит.